# 林德樹
林德樹（1890年—1947年），本名阮公遠（Nguyễn Công Viễn），越南獨立運動人物。

## 經歷
1890年出生在法屬印度支那北圻的太平省。本名阮公遠，阮有檀之子，愛國儒家阮茂建之孫。1912年加入越南光復會而成為潘佩珠的助理。1923年，因不滿潘佩珠的保守思想，林德樹與黎鴻峰、胡松茂、范鴻泰等人脫離越南光復會，組織成立心心社。1925年，加入胡志明於中國廣州成立的越南青年革命同志會，位於廣州萬明街的他的中國妻子李惠群的家是他們的總部。1947年，林德樹被越盟認定為“越奸”、“特務”、“法國的心腹”，在家鄉太平省被殺害。